# إيتوليزوماب
إيتوليزوماب جسم مضاد وحيد النسيلة مأنسن طورته بيوكون [الإنجليزية] الهندية لعلاج الصداف.
حصلت بيوكون على موافقة مراقبة الأدوية العامة في الهند [الإنجليزية] لتسويقه في الهند.